# 나의 지구를 지켜줘
《나의 지구를 지켜줘》(ぼくの地球を守って 보쿠노 치큐우오 마못테[*])는 히와타리 사키가 창작한 일본의 만화 작품이다. 1987년부터 1994년까지 하쿠센샤의 만화 잡지 《하나토유메》에 연재되었으며, 단행본은 21권까지 출간되었다. 1993년부터 1994년까지 프로덕션 I.G에서 6권의 OVA로 제작하였다. 한국어판은 1993년부터 1995년까지 대원에서 《내 사랑 앨리스》라는 제목으로 출판하였고, 2001년에 제목을 《나의 지구를 지켜줘》로 변경하여 출간하였다.
후속작인 《나를 감싸는 달빛》이 《별책 하나토유메》에 연재되었다.